# جيمس إليسون
جيمس إليسون (بالإنجليزية: James Ellison)‏ (25 أكتوبر 1991 بليفربول في المملكة المتحدة - ) هو لاعب كرة قدم بريطاني في مركز الهجوم. شارك مع منتخب إنجلترا تحت 16 سنة لكرة القدم. أما مع النوادي، فقد لعب مع نادي بيرتن ألبيون ونادي ساوثبورت ونادي ليفربول ونادي هايد إف سي ونادي هدنسفورد تاون وستافورد رينجرز وAlfreton Town F.C. ‏ ونادي بارو وChester F.C. ‏ وColwyn Bay F.C. ‏ وVauxhall Motors F.C. ‏ وDroylsden F.C. ‏.

## وصلات خارجية
- جيمس إليسون على موقع قاعدة بيانات كرة القدم.إي يو (الإنجليزية)
- جيمس إليسون على موقع Soccerbase.com (لاعب) (الإنجليزية)